# Ерзурум
Ерзурум (на турски: Erzurum) е град в Източна Турция, административен център на вилает Ерзурум.
Градът има население от 367 596 жители (2010). Разположен е на 1757 метра надморска височина. Пощенският му код е 25 000.

## Личности
Родени в Ерзурум
- Фетхуллах Гюлен (р. 1941), общественик
- Йосиф Фаденхехт (1873-1953), български юрист и политик
- Мануел Абрамян, македоно-одрински опълченец, 23-годишен, каменоделец, неграмотен, 12-а лозенградска дружина[1]
- Овнес Арабян, македоно-одрински опълченец, 24-годишен, търговец, V клас, 12-а лозенградска дружина[2]